# Europa der Freiheit und der Demokratie
Europa der Freiheit und der Demokratie (EFD, französische Abkürzung ELD) war eine Fraktion im Europäischen Parlament zwischen 2009 und 2014. Sie umfasste Abgeordnete von EU-skeptischen, nationalkonservativen und rechtspopulistischen Parteien, insbesondere der britischen UK Independence Party (UKIP) und der italienische Lega Nord. Sie war während der 7. Legislaturperiode die kleinste Fraktion des Parlaments. Fraktionsvorsitzende waren Nigel Farage (UKIP) und Francesco Speroni (Lega Nord).

## Geschichte

### Gründung
Bei der Europawahl 2009 wurden nur noch vier Parteien der bisherigen Fraktion Unabhängigkeit und Demokratie (Ind/Dem) wieder in das Europaparlament gewählt. Damit waren die Voraussetzungen zur Bildung einer Fraktion nicht mehr gegeben. Ebenso erfüllte die Fraktion Union für das Europa der Nationen (UEN) nicht mehr die notwendigen Voraussetzungen, nachdem einige größere Mitglieder sich der neu gegründeten Fraktion Europäische Konservative und Reformer oder anderen Fraktionen angeschlossen hatten. UKIP (zuvor IND/DEM) und Lega Nord (UEN) gelang es, die Reste von Ind/Dem (MPF, LAOS, SGP) und UEN (DF, TT) zusammen mit weiteren, erstmals ins Europaparlament gewählten EU-skeptischen und nationalkonservativen Parteien (Perussuomalaiset, SNS) zu vereinen. Die Gründung dieser neuen Fraktion wurde am 1. Juli 2009 auf einer Pressekonferenz bekanntgegeben. Nach der Gründung meldete auch die österreichische FPÖ ihr Interesse an einer Teilnahme an, diese wurde jedoch von verschiedenen Fraktionsmitgliedern abgelehnt. Deutsche Abgeordnete waren nicht in der Fraktion vertreten, die EFD unterhielt aber Beziehungen zur bremischen Wählervereinigung Bürger in Wut.

### Legislaturperiode
Die EFD wurde anfangs von keiner europäischen Partei getragen. Zu Beginn der Wahlperiode gehörten zwei Abgeordnete der Libertas und vier der Allianz für ein Europa der Nationen (AEN) an, beide Parteien stellten jedoch ihre Arbeit kurz nach der Konstituierung des Parlaments ein. Das UKIP-Mitglied Godfrey Bloom war im Herbst 2010 Gründungsmitglied der Europäischen Allianz für Freiheit, trat aber später aus der EFD aus. Schließlich beteiligten sich die meisten Fraktionsmitglieder außer der UKIP 2011 an der Gründung der Bewegung für ein Europa der Freiheiten und der Demokratie (MELD).
Die EFD besaß zunächst 32 Mitglieder. Am 18. Januar 2010 trat Nikki Sinclaire (UKIP) aufgrund von Konflikten mit dem Fraktionsvorsitzenden Farage aus, am 23. Juni 2010 auch Mike Nattrass (UKIP), für den die Fraktion nicht klar genug den Austritt Großbritanniens aus der EU vertrat. Im März 2011 verließ zudem die dänische Abgeordnete Anna Rosbach (DF) die EFD, um sich der Fraktion der Europäischen Konservativen und Reformisten (EKR) anzuschließen. Wenige Wochen später trat auch Trevor Colman (UKIP) aus. Im Mai 2011 wechselte zudem David Campbell Bannerman von der UKIP zur Conservative Party und damit zur EKR. Damit hatte die EFD im Sommer 2011 nur noch 27 Mitglieder.
Im November 2011 trat der ehemalige Vlaams-Belang-Abgeordnete Frank Vanhecke der Fraktion bei, im Dezember 2011 der ehemalige UDC-Abgeordnete Magdi Allam. Am 26. Dezember 2011 traten die vier Abgeordneten der Solidarna Polska, einer Abspaltung der polnischen PiS zur EFD über. Zusätzlich erklärte der britische Abgeordnete Roger Helmer Anfang März seinen Übertritt zu UKIP und zur EFD-Fraktion. Am 11. Dezember 2012 trat Slawtscho Binew der Fraktion bei. Dieser war über die Liste der bulgarischen Ataka gewählt worden und gründete später seine eigene Partei Bürgervereinigung für reale Demokratie (GORD). Ebenso trat Mike Natrass der Fraktion wieder bei.
Im Juni 2013 wurde Mario Borghezio (Lega Nord) wegen fremdenfeindlicher Äußerungen aus der Fraktion ausgeschlossentraten. Ein weiteres Mitglied der Lega trat aus der Fraktion aus. Im September 2013 verließen Godfrey Bloom und erneut Mike Nattrass die UKIP und die EFD-Fraktion. Die EFD umfasste damit zu Ende der Legislaturperiode 31 Abgeordnete aus zwölf Ländern.

### Nach der Europawahl 2014
Bei der Europawahl 2014 konnten einige bisherige Fraktionsmitglieder nicht mehr ins Parlament einziehen. Zudem wechselten die SGP, die Dänische Volkspartei und die Wahren Finnen zur EKR-Fraktion; die Lega Nord kündigte an, eine neue Fraktion mit Front National und FPÖ bilden zu wollen (siehe Europa der Nationen und der Freiheit).
So verblieben erstmal nur noch die UKIP, die Sitze hinzugewonnen hatte, und die TT in der Fraktion. Die UKIP konnte die italienische MoVimento 5 Stelle mit 17 Abgeordneten für die Fraktion gewinnen. Dazu konnten weitere kleinere erstmals ins Europaparlament eingezogene Parteien für die Fraktion gewonnen werden. Durch den Beitritt der über die Liste der französischen Front National gewählten Joëlle Bergeron konnten die Voraussetzungen zur Wiedererrichtung der Fraktion erfüllt werden. Die Fraktion nahm den neuen Namen Europa der Freiheit und der direkten Demokratie an.

## Mitglieder
| Land                   | Nationale Partei                              | Europapartei | Abgeordnete | Abgeordnete |
| Land                   | Nationale Partei                              | Europapartei | 2009        | 2014        |
| ---------------------- | --------------------------------------------- | ------------ | ----------- | ----------- |
| Belgien                | Frank Vanhecke                                | MELD         | -           | 1           |
| Bulgarien              | Bürgervereinigung für reale Demokratie (GORD) | MELD         | -           | 1           |
| Dänemark               | Dansk Folkeparti                              | MELD         | 2           | 1           |
| Finnland               | Wahre Finnen                                  | MELD         | 1           | 1           |
| Frankreich             | MPF                                           | MELD         | 1           | 1           |
| Griechenland           | LAOS                                          | MELD         | 2           | 2           |
| Italien                | Lega Nord                                     | MELD         | 9           | 7           |
| Italien                | Fratelli d’Italia – Alleanza Nazionale        | -            | -           | 1           |
| Niederlande            | SGP                                           | ECPM         | 1           | 1           |
| Litauen                | TT                                            | MELD         | 2           | 2           |
| Polen                  | Solidarna Polska                              | MELD         | -           | 4           |
| Slowakei               | SNS                                           | MELD         | 1           | 1           |
| Vereinigtes Königreich | UKIP                                          | - 1          | 13          | 8           |
| gesamt                 |                                               |              | 32          | 31          |